# Contea di Dyer
La contea di Dyer in inglese Dyer County è una contea dello Stato del Tennessee, negli Stati Uniti. La popolazione al censimento del 2000 era di 37 279 abitanti. Il capoluogo di contea è Dyersburg.